# Pfarrkirche St. Daniel im Gailtal

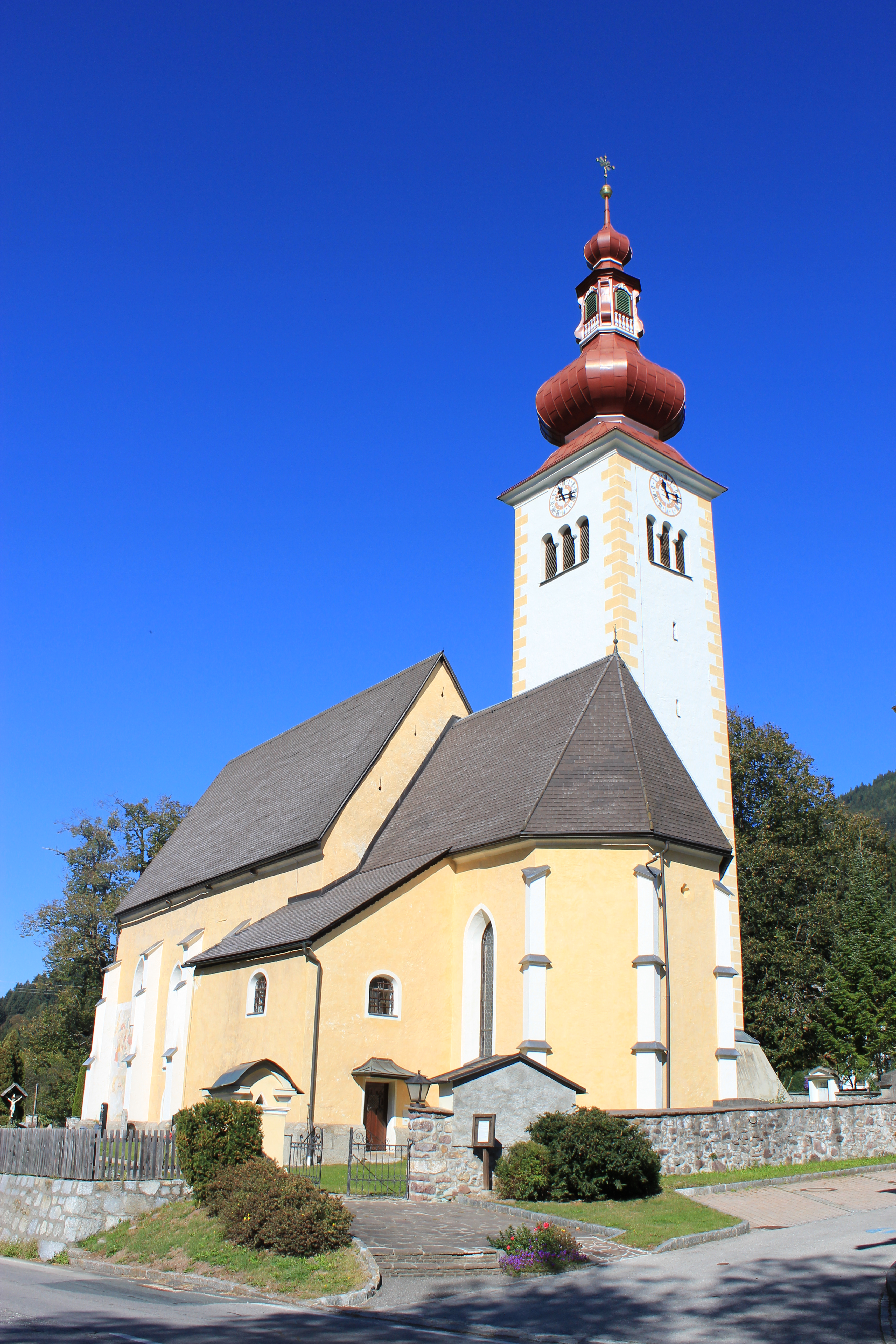

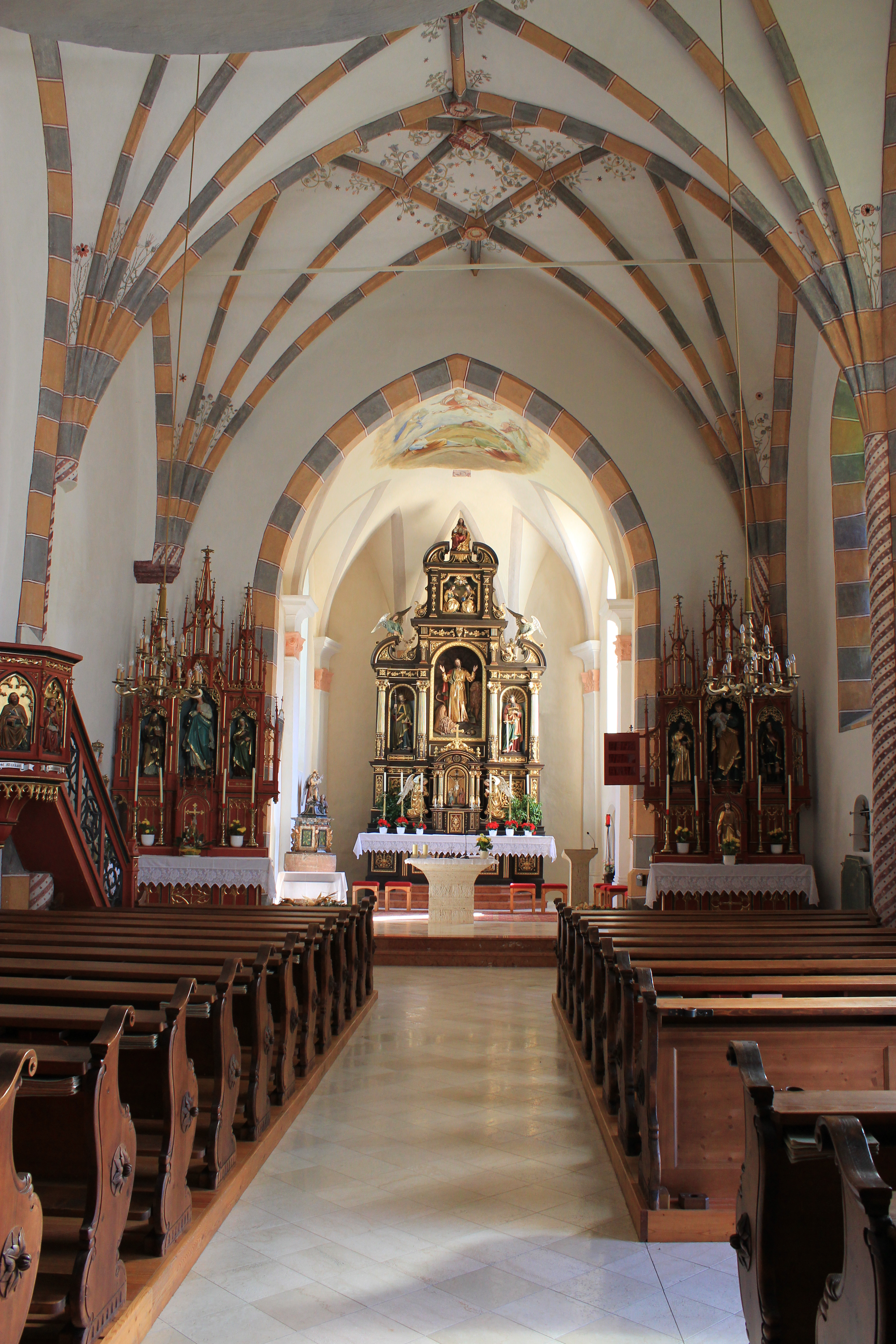

Die Pfarrkirche St. Daniel im Gailtal in der Gemeinde Dellach, Kärnten, Österreich gilt als Urpfarre des oberen Gailtales und des Lesachtales.
Laut einer Inschrift wurde die Kirche 1054 erbaut, auf Grund von Grabungen wird aber vermutet, dass die erste Kirche rund 250 Jahre zuvor als Eigenkirche des Patriarchen von Aquileia errichtet wurde. 1478 zerstörten die Türken die Kirche.
Bis 1751 gehörte die Pfarre St. Daniel zum Patriarchat von Aquileja, dann kurz zum Erzbistum Görz  und schließlich ab 1786 zum Bistum Gurk.

## Baubeschreibung
Das Gotteshaus ist eine barockisierte spätgotische Anlage aus dem letzten Viertel des 15. Jahrhunderts. Den eingezogenen Chor mit Dreiachtelschluss stützen dreikantige Strebepfeiler, das Langhaus zweifach abgetreppte Streben. Das schlecht erhaltene Weltgerichtsfresko an der Südwand malte 1510/1515 Urban Görtschacher.
Der Turm nördlich des Chores besteht wohl noch zum Teil aus romanischen Mauerwerk. Er besitzt dreiteilige rundbogige Schallfenster und einem barocken Zwiebelhelm. Eine Glocke goss Adam Sterzer 1608. Südlich von Chor schließt ein zweigeschoßiger barocker Sakristeianbau mit einem Oratorium im Obergeschoß an. An dessen Südseite ist eine römerzeitliche Grabinschrift für Cornelius(?) Acutus eingemauert. Sowohl das spitzbogige profilierte Westportal in rechteckigem Rahmenfeld als auch das spitzbogige profilierte Südportal haben Eisentüren aus dem 18. Jahrhundert.
Im vierjochigen Langhaus erhebt sich ein Netzrippengewölbe über abgefaste Wandpfeilern mit halbrunden Vorlagen. Die runden und quadratischen Schlusssteinen sind mit Halbfiguren und Wappen bemalt. Das gemalte Rankenwerk stammt vom Ende des 15. Jahrhunderts. Belichtet wird das Langhaus durch drei Lanzettfenster an der Südseite, die 1926 neu verglast wurden, sowie ein vergrößertes Fenster im Westjoch. Am vorgewölbten Orgelerker der Empore sind Wappen und Engel aus Stuck angebracht. Die Orgel entstand um 1840.
Ein eingezogener spitzbogiger Triumphbogen verbindet das Langhaus und den eingezogenen zweijochigen Chor mit Dreiachtelschluss. Über dem Chor ruht eine barocke Flachtonne mit Stichkappen auf korinthischen Pilastern. Das Gemälde im Chorgewölbe aus dem 19. Jahrhundert zeigt die Verklärung auf dem Berg Tabor.

## Einrichtung
Den Hochaltar schuf 1902 Alois Valentin nach einem Entwurf von Hans Pascher im Stil der Neorenaissance. 1904 fertigte Alois Valentin die Seitenaltäre und die Kanzel. Die Figuren am Hochaltar und den Seitenaltären sowie das Kanzelrelief schuf 1902–1904 Michael Gasslitter.
Die Mittelnische des Hochaltars birgt die plastische Darstellung des Propheten Daniel in der Löwengrube, die Seitennischen die Apostelfürsten Petrus und Paulus. In der Aufsatznische ist die heilige Dreifaltigkeit zu sehen, die Bekrönung des Altars bildet die Schnitzplastik des thronenden Christus.
Der linke Seitenaltar trägt eine Marienfigur, flankiert von den Heiligen Joachim und Anna, der rechte Seitenaltar den heiligen Josef mit Kind neben den heiligen Antonius und Florian. Die Reliefs am Kanzelkorb geben die vier Evangelisten wieder.
In der Wandnische des Chores ist eine neugotische Schutzengelgruppe aufgestellt. Zur weiteren Einrichtung der Kirche zählen eine spätbarocke Kreuzigungsgruppe an der nördlichen Langhauswand, spätbarocke Kreuzwegbilder sowie ein Taufstein aus der zweiten Hälfte des 17. Jahrhunderts.